# Shinsuke Yamanaka
Shinsuke Yamanaka (山中 慎介?, Yamanaka Shinsuke; Konan, 11 ottobre 1982) è un ex pugile giapponese.

## Carriera professionale
Shinsuke Yamanaka compie il suo debutto da professionista il 7 gennaio 2006, sconfiggendo il connazionale Hitoshi Takahashi ai punti, dopo sei riprese. Soprannominato "God Left" (Sinistro divino), è stato detentore del titolo mondiale WBC e The Ring dei pesi gallo dal 2011 al 2017. 
Nel 2015 è stato inserito al nono posto nella classifica pound for pound di Ring Magazine.
Si è ritirato nel 2018, dopo un fallito tentativo di riprendersi la cintura mondiale dei gallo.